# Distrito de Chong-Alay
El distrito de Chong-Alay (en kirguís: Чоң-алай району) es uno de los rayones (distrito) de la provincia de Osh en Kirguistán. Tiene como capital la ciudad de Daroot-Korgon.
- Datos: Q2574818
- Multimedia: Chong-Alay District / Q2574818